# نويل أوت
نويل أوت هو لاعب كرة قدم سويسري في مركز الهجوم، ولد في 15 يناير 1994 في Sattel, Switzerland ‏ في سويسرا. لعب مع FC Wettingen ‏.